# Sukho
Sukho (tiếng Nga: Сухо) là một hòn đảo nhân tạo nằm ở phía Đông Nam của hồ Ladoga, cách bờ Nam của hồ 20 cây số. Hòn đảo có hình móng ngựa và chiều dài 60-90 mét.

## Lịch sử
Đảo Sukho được xây trên một vùng nước nông của hồ Ladoga vào đầu thế kỷ 18 theo lệnh của Nga hoàng Pyotr Đại đế, nhằm mục đích định hướng cho tàu bè qua lại trong hồ. Lối vào cảng cho các tàu bè được xây ở phía Đông Nam vì tại khu vực này có rất nhiều gió mạnh. Năm 1891, một ngọn đèn biển được xây trên đảo Sukho.
Trong Cuộc chiến tranh vệ quốc vĩ đại, đảo Sukho trở thành một vị trí chiến lược có tầm quan trọng sống còn đối với thành phố. Nguyên do Sukho - chỉ cách Novaya Ladoga 37 cây số về phía Bắc - tọa lạc ngay trên con đường tiếp vận của quân đội Xô Viết băng qua hồ Ladoga để cứu trợ cho thành phố Leningrad nằm trong vòng vây (xem thêm con đường Sống) sở hữu khu vực này trong tay thì có thể kiểm soát được một phần đáng kể khu vực phía Nam của hồ cũng như con đường dẫn tới vịnh Volkhov và Novaya Ladoga - hai khu vực quan trọng trong con đường tiếp vận của Giang đoàn Ladoga. Chính vì vậy, vào tháng 9 năm 1942, quân đội Liên Xô đã bố trí một lực lượng mạnh trấn giữ hòn đảo này với khẩu đội pháo 100 ly chống tàu bè số 473 và các khẩu đội súng máy. Đêm 22 tháng 10 năm 1942, quân đội Đức Quốc xã tổ chức một trận tấn công lớn với chừng 30 tàu chiến vào đảo Sukho, nhưng quân đồn trú Liên Xô phối hợp với không quân và Giang đoàn Ladoga đã đập tan cuộc tấn công này, bảo vệ an toàn cho con đường tiếp vận cho thành phố Leningrad.
Một bia tưởng niệm trên đảo Sukho có khắc tên dòng chữ sau:

4-й час сильный рукопашный бой. Батарею бомбят самолёты. У нас из 70 осталось 13, раненых 32, остальные пали. Пушек 3, сделали по 120 выстрелов. Из 30 вымпелов потопили 16 барж, 1 взяли в плен. Побили много фашистов…
Chỉ huy của lực lượng phòng ngự, I. K. Gusev, ngày 22 tháng 10 năm 1942
Sau chiến tranh, một trạm khí tượng được xây dựng trên hòn đảo. Hiện nay không có người sinh sống trên đảo Sukho, tuy nhiên ngọn đèn biển trên hòn đảo vẫn tiếp tục hoạt động bình thường.